# Fossnes
Fossnes is een plaats in de Noorse gemeente Sandefjord, provincie Vestfold. Fossnes telt 503 inwoners (2007) en heeft een oppervlakte van 0,51 km².